# Índice CPO
O Índice de ataque de Cárie originalmente formulado por Klein e Palmer em 1937, conhecido pelas iniciais CPO permanece sendo o mais utilizado em todo mundo, mantendo-se como o ponto básico de referencia para o diagnóstico das condições dentais e para formulação e avaliação de programas de saúde bucal.

## CPO-D
Quando a unidade de medida é o dente temos o índice CPO-D, ou seja, Dentes 'Cariados, Perdidos e Obturados. Ainda que a denominação mais correta, neste último caso seja "Restaurado", para efeitos do índice se mantém a inicial "O" como uma concessão à sua melhor sonoridade.

## ceo-d e ceo-s
Para a dentição temporária os índices são identificados com minúsculas, denominando-se respectivamente ceo-d e ceo-s. Assim, o índice ceo-d é o correspondente ao CPO-D em relação à dentição decídua, mas inclui só os dentes cariados (c), com extração indicada (e) e obturados (o), excluindo os extraídos devido às dificuldades em separar os que o foram por causa de cárie dos perdidos pelo processo natural de esfoliação dentária.